# Langsa
Langsa – miasto w Indonezji, na Sumatrze, w okręgu specjalnym Aceh. Według spisu ludności z 2019 roku liczyło 176,8 tys. mieszkańców. 